# 临时端口
临时端口（英語：Ephemeral port）又称短暂端口，是TCP、UDP或SCTP协议通过TCP/IP底层软件从预设范围内自动获取的端口，一般提供给主從式架構通讯中的客户端。这种端口是临时的，并且仅在应用程序使用协议建立通讯联系的周期中有效。
IANA建议49152至65535作为“动态或私有端口”。
许多Linux内核使用32768至60999范围。文件/proc/sys/net/ipv4/ip_local_port_range有当前系统设定。